# Black Mountain (Karolina Północna)
Black Mountain – miasto w Stanach Zjednoczonych, w stanie Karolina Północna, w hrabstwie Buncombe.